# Československá fotbalová liga
De Československá fotbalová liga (Slowaaks tegenwoordig: Česko-slovenská futbalová liga, Slowaaks in die tijdperiode: Československá futbalová liga, Nederlands: Tsjecho-Slowaakse voetballiga) was een nationale voetbalcompetitie van Tsjecho-Slowakije. In 1993 hield het land op te bestaan en verdween ook de competitie. Vanaf dan hadden Tsjechië (1. česká fotbalová liga) en Slowakije (Fortuna liga) elk hun eigen competitie. Door het dalende niveau van beide competities werd er al gesproken over een nieuwe competitie met clubs uit Tsjechië én Slowakije.

## Landskampioenen

### 1896-1924
Tot 1913 was Tsjecho-Slowakije nog onderdeel van het Habsburgse Oostenrijk-Hongarije.
Tot 1924 waren er alleen regionale competities waarvan de Středočeská zupa (Praag) de belangrijkste was, deze kampioenen zijn hier genoemd. Alleen in 1912 en 1913 was er een soort van nationale competitie.
De eerste drie competities in 1896 en 1897 werden georganiseerd door roeivereniging Český Sculling Cercle. Hierna organiseerde SK Slavia Praag het toernooi.
Vanaf 1901 tot 1912 werd de competitie door de Boheemse voetbalbond ČSF georganiseerd.
Tussen 1897 en 1902 namen sommige clubs met twee teams deel.
In 1919 speelden de vier kampioenen van de Středočeská zupa (AC Sparta Praag), Kladenská zupa (SK Kladno), Západočeská zupa (FK Olympia Plzeň) en Východočeská zupa (SK Hradec Králové), in een play-offtoernooi om de landstitel.
In 1922 speelden de acht kampioenen van de Středočeská zupa (AC Sparta Praag), Západočeská zupa (FC Viktoria Pilsen) en Východočeská zupa (SK Hradec Králové), Stredoslovenská zupa (SK Banská Bystrica), Vychodoslovenská zupa (AC Spisska Nova Ves), Zapadoslovenská zupa (1. CsSK Bratislava), Hanácká zupa (SK Olomouc ASO) en Západomoravská zupa (SK Židenice) in een play-offwedstrijd om de landstitel.

### 1938-1944 Bohemen-Moravië en Slowakije
Tijdens de Duitse bezetting werden twee regionale competities georganiseerd, één in Bohemen-Moravië (Tsjechië) en één in Slowakije, er was geen 'nationaal' kampioen.

### 1945-1993 Nationale competitie
* 1948 herstfkampioenschap, niet officieel (afgebroken competitie in verband met herinrichting van de competitie)
Van 1912-1925, in 1927, van 1948-1956 waren het lente-herfst competities
In 1925/26, van 1928-1948 en van 1958-1993 waren het herfst-lente competities

## Eeuwige Ranglijst (1925-1938, 1945-1993)
| Land               | Club                                 | Stad / gemeente | /63 | Seizoenen (1925-1938, 1945-1993)                                                                                   |
| ------------------ | ------------------------------------ | --------------- | --- | --- |
| Vlag van Tsjechië  | AC Sparta Praag                      | Praag           | 60  | 1925, 1925/26, 1927, 1927-1938, 1938/39*, 1945-1948, 1948/49*, 1949-1956, 1957-1975, 1976-1993                     |
| Vlag van Tsjechië  | SK Slavia Praag                      | Praag           | 57  | 1925, 1925/26, 1927, 1927-1938, 1938/39*, 1945-1948, 1948/49*, 1949-1951, 1953-1956, 1957-1961, 1962/63, 1965-1993 |
| Vlag van Tsjechië  | TJ Bohemians Praag                   | Praag           | 48  | 1925, 1925/26, 1927, 1927-1935, 1945-1948, 1948/49*, 1949-1951, 1954, 1958-1965, 1966-1968, 1969/70, 1973-1993     |
| Vlag van Slowakije | ŠK Slovan Bratislava                 | Bratislava      | 47  | 1935-1938, 1938/39**, 1945-1948, 1948/49*, 1949-1956, 1957-1985, 1988-1993                                         |
| Vlag van Tsjechië  | FC Baník OKD Ostrava                 | Ostrava         | 46  | 1937/38, 1938/39*, 1945-1948, 1948/49*, 1949, 1951-1956, 1957-1966, 1967-1993                                      |
| Vlag van Tsjechië  | FC Dukla Praag                       | Praag           | 44  | 1948/49*, 1949-1956, 1957-1993                                                                                     |
| Vlag van Slowakije | TJ Spartak ZŤS Trnava                | Trnava          | 40  | 1945/46, 1947/48, 1948/49*, 1949-1950, 1952, 1955-1956, 1957-1962, 1964-1990, 1991-1993                            |
| Vlag van Slowakije | FC Tatran Prešov                     | Prešov          | 34  | 1950-1956, 1957-1966, 1969-1974, 1977-1979, 1980-1988, 1990-1993                                                   |
| Vlag van Slowakije | ZVL Žilina                           | Žilina          | 30  | 1945-1948, 1948/49*, 1949-1952, 1954-1956, 1958/59, 1961/62, 1966-1978, 1982-1988                                  |
| Vlag van Slowakije | FK AŠK Inter Slovnaft Bratislava     | Bratislava      | 29  | 1962-1972, 1973-1986, 1987-1993                                                                                    |
| Vlag van Tsjechië  | FC Boby Brno                         | Brno            | 29  | 1933-1938, 1938/39*, 1945-1947, 1948/49*, 1949, 1961-1967, 1971-1983, 1989-1991, 1992/93                           |
| Vlag van Tsjechië  | SONP Kladno                          | Kladno          | 28  | 1925/26, 1927, 1927-1938, 1938/39*, 1945-1947, 1948/49*, 1949, 1952-1956, 1957/58, 1960-1965, 1969/70              |
| Vlag van Tsjechië  | Škoda Pilsen                         | Pilsen          | 27  | 1931-1938, 1945-1948, 1948/49*, 1949-1952, 1961-1963, 1967/68, 1970/71, 1972-1980, 1986/87, 1988/89                |
| Vlag van Slowakije | Lokomotíva Košice                    | Košice          | 25  | 1945-1948, 1948/49*, 1949-1953, 1965-1974, 1975-1986                                                               |
| Vlag van Tsjechië  | Sklo Union Teplice                   | Teplice         | 20  | 1948/49*, 1949-1952, 1964-1979, 1983/84                                                                            |
| Vlag van Slowakije | FC Nitra                             | Nitra           | 19  | 1959-1963, 1971-1975, 1979-1984, 1986-1991, 1992/93                                                                |
| Vlag van Slowakije | ZŤS Košice                           | Košice          | 19  | 1956, 1958/60, 1963-1977, 1978-1981                                                                                |
| Vlag van Slowakije | Jednota Trenčín                      |                 | 16  | 1960/61, 1962-1972, 1975-1980                                                                                      |
| Vlag van Tsjechië  | SKP Spartak Hradec Králové           | Hradec Králové  | 16  | 1956, 1957/58, 1959-1964, 1965-1967, 1972/73, 1980/81, 1987-1989, 1990-1993                                        |
| Vlag van Slowakije | Dukla Banská Bystrica                | Banská Bystrica | 15  | 1968/69, 1977-1982, 1983-1992                                                                                      |
| Vlag van Tsjechië  | SSK Vítkovice                        | Ostrava         | 15  | 1950-1952, 1981-1993                                                                                               |
| Vlag van Tsjechië  | SK Viktoria Žižkov                   | Praag           | 14  | 1925, 1925/26, 1927, 1927-1934, 1935-1938, 1938/39*, 1945-1947                                                     |
| Vlag van Tsjechië  | SKP Union Cheb                       | Cheb            | 13  | 1979-1992 |
| Vlag van Tsjechië  | ČKD Dukla Karlín                     | Praag           | 12  | 1925, 1925/26, 1927-1930, 1931/32, 1933-1935, 1945/46, 1947/48, 1950-1951                                          |
| Vlag van Tsjechië  | SK Sigma MŽ Olomouc                  | Olomouc         | 10  | 1982/83, 1984-1993                                                                                                 |
| Vlag van Slowakije | TJ Červená hviezda Bratislava        | Bratislava      | 9   | 1953-1956, 1957-1962                                                                                               |
| Vlag van Slowakije | TJ DAC Poľnohospodár Dunajská Streda |                 | 8   | 1985-1993 |
| Vlag van Tsjechië  | SK Náchod                            | Náchod          | 7   | 1930-1934, 1935-1938, 1938/39*                                                                                     |
| Vlag van Tsjechië  | Teplitzer FK                         | Teplice         | 7   | 1929-1936 |
| Vlag van Tsjechië  | TJ TŽ Třinec                         | Třinec          | 6   | 1963/64, 1970-1973, 1974-1976                                                                                      |
| Vlag van Tsjechië  | Dukla Pardubice                      | Pardubice       | 6   | 1953-1955, 1957-1960                                                                                               |
| Vlag van Tsjechië  | ČSD Pilsen                           | Pilsen          | 6   | 1932/33, 1934-1938, 1938/39*, 1950                                                                                 |
| Vlag van Tsjechië  | Jiskra Gottwaldov                    |                 | 6   | 1938/39*, 1945-1947, 1951, 1953, 1969-1971                                                                         |
| Vlag van Tsjechië  | SK Prostějov                         |                 | 5   | 1934-1938, 1945/46                                                                                                 |
| Vlag van Tsjechië  | ČAFC Vinohrady                       | Praag           | 5   | 1925, 1925/26, 1927, 1927/28, 1929/30                                                                              |
| Vlag van Tsjechië  | SK České Budějovice JČE              |                 | 5   | 1947/48, 1985-1987, 1991-1993                                                                                      |
| Vlag van Tsjechië  | SK Libeň                             |                 | 5   | 1925, 1925/26, 1928/29, 1932/33, 1938/39*, 1946/47                                                                 |
| Vlag van Tsjechië  | TJ Rudá hvězda Brno                  | Brno            | 4   | 1957-1961 |
| Vlag van Tsjechië  | SK Meteor Praag VIII                 | Praag           | 4   | 1925, 1925/26, 1927, 1930/31                                                                                       |
| Vlag van Slowakije | TJ ZVL Považská Bystrica             |                 | 3   | 1945/46, 1948/49*, 1949, 1989/90                                                                                   |
| Vlag van Tsjechië  | DFC Praag                            | Praag           | 3   | 1925, 1934-1936 |
| Vlag van Tsjechië  | Nuselský SK                          |                 | 3   | 1925, 1925/26, 1927                                                                                                |
| Vlag van Tsjechië  | TJ LIAZ Jablonec                     |                 | 2   | 1974-1976 |
| Vlag van Slowakije | ZTS Petrzalka                        |                 | 2   | 1981/82, 1984/85                                                                                                   |
| Vlag van Tsjechië  | Křídla vlasti Olomouc                | Olomouc         | 2   | 1953-1954 |
| Vlag van Tsjechië  | DSO Spartak Ústí nad Labem           |                 | 2   | 1952, 1958/59 |
| Vlag van Tsjechië  | AFK Kolín                            |                 | 2   | 1934-1936 |
| Vlag van Tsjechië  | SK Pardubice                         | Pardubice       | 2   | 1937/38, 1938/39*, 1945/46                                                                                         |
| Vlag van Tsjechië  | SK Moravská Slavia Brno              | Brno            | 2   | 1935-1937 |
| Vlag van Tsjechië  | TJ VP Frýdek-Místek                  | Frýdek-Místek   | 1   | 1976/77 |
| Vlag van Tsjechië  | SK Olomouc ASO                       | Olomouc         | 1   | 1946/47 |
| Vlag van Tsjechië  | TJ VCHZ Pardubice                    | Pardubice       | 1   | 1968/69 |
| Vlag van Tsjechië  | SK Rakovník                          |                 | 1   | 1945/46 |
| Vlag van Tsjechië  | DSV Saaz                             |                 | 1   | 1935/36 |
| Vlag van Tsjechië  | SK Polaban Nymburk                   |                 | 1   | 1945/46 |
| Vlag van Tsjechië  | TJ Jiskra Otrokovice                 |                 | 1   | 1964/65 |
| Vlag van Slowakije | ŠK Baťovany                          |                 | 1   | 1945/46 |
| Vlag van Tsjechië  | ZSJ MEZ Židenice                     |                 | 1   | 1952 |
| Vlag van Oekraïne  | SK Rusj Oezjhorod                    | Oezjhorod       | 1   | 1936/37 |
| Vlag van Tsjechië  | Slavoj Liberec                       | Liberec         | 1   | 1953 |
| Vlag van Tsjechië  | Jiskra Liberec                       | Liberec         | 1   | 1955 |
| Vlag van Tsjechië  | Spartak Motorlet Praag               | Praag           | 1   | 1963/64 |
| Vlag van Slowakije | Slávia Bratislava VŠ                 | Bratislava      | 1   | 1953 |
| Vlag van Tsjechië  | SK Slavoj Žižkov                     | Praag           | 1   | 1925/26 |
| Vlag van Tsjechië  | SK Čechie Praag VIII                 | Praag           | 1   | 1925/26 |
| Vlag van Tsjechië  | TJ Spartak KPS Brno                  | Brno            | 1   | 1961/62 |